# Zacharias Dolendo

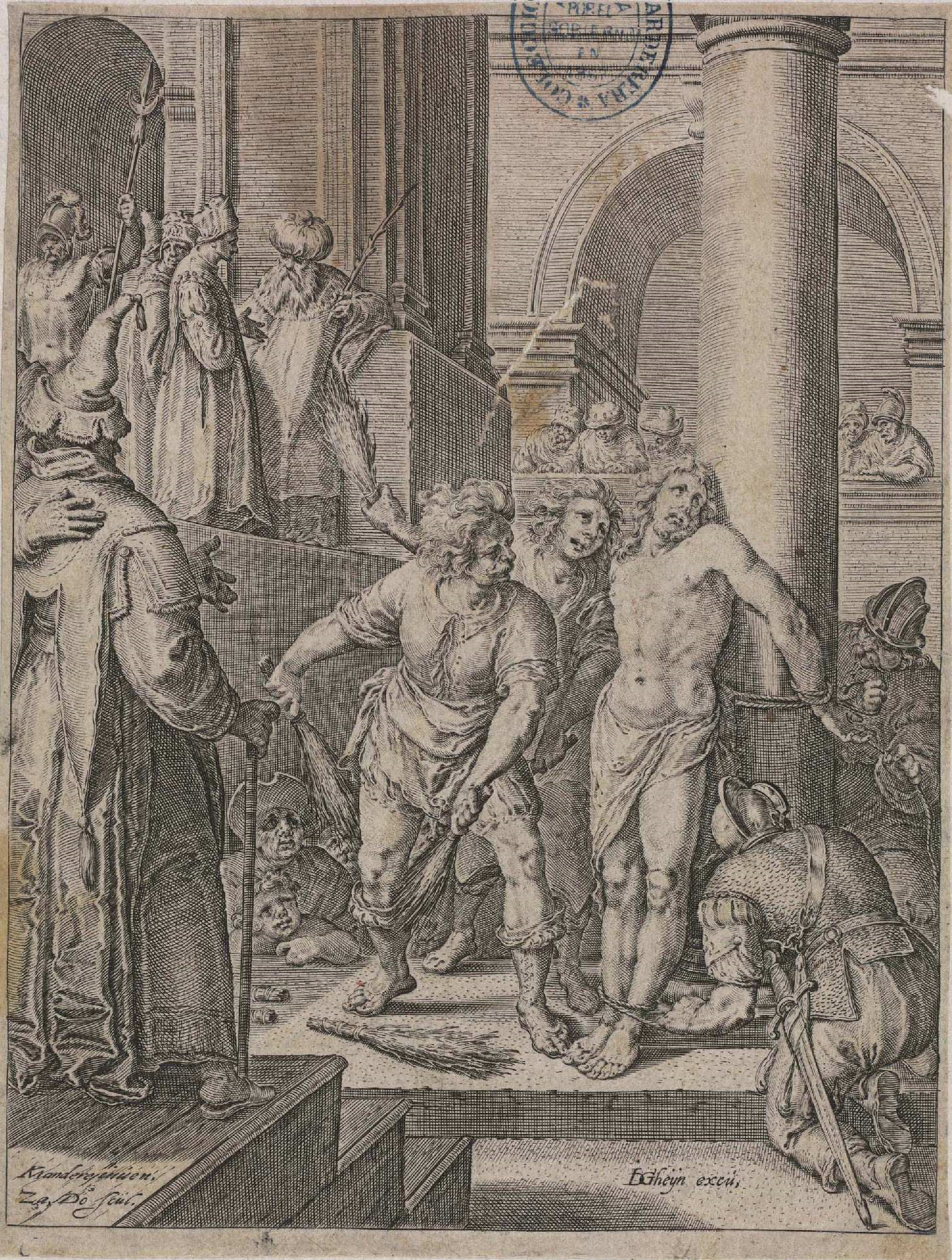
Cristo atado a la columna, grabado a buril de Zacharias Dolendo según dibujo de Karel van Mander. Biblioteca Nacional de España.

Zacharias Dolendo (1561-c. 1604) fue un grabador holandés, hermano del también grabador Bartholomeus Willemsz. Dolendo.
Nacido en Haarlem, según Van der Aa, habría llegado a ser un excelente grabador si una muerte prematura no lo hubiera evitado. Karel van Mander lo menciona como discípulo de Jacob de Gheyn II, que fue también editor de muchos de sus grabados realizados por dibujos del propio Gheyn o de Johan Sadeler, Bartholomeus Spranger (San Martín partiendo la capa con el pobre, La tentación de Adán y Eva), Hendrick Goltzius, Abraham Bloemaert (La generosidad de Escipión), Karel van Mander y otros. El periodo de su actividad parece quedar comprendido entre 1581 y 1589, años de las dos únicas estampas fechadas que se le conocen.
Firmados Z. Dolendo, Za. Doº fecit o con solo las iniciales, se conocen retratos (Joseph Justus Scaliger, Julio César Escaligero), alegorías formando series y estampas de asunto bíblico, tanto del Viejo como del Nuevo Testamento, reutilizadas algunas de ellas en el Theatrum Biblicum, colección de estampas publicada en 1639 por Nicolaum Iohannis Piscatorem con dísticos de Hugo Grotius.